# Nullvektorraum
Der Nullvektorraum (auch Nullraum) ist in der Mathematik ein Vektorraum, der nur aus einem Vektor, dem Nullvektor, besteht. Der Nullvektorraum ist bis auf Isomorphie der einzige Vektorraum mit Dimension {\displaystyle 0} und seine Basis ist die leere Menge. Jeder Vektorraum enthält den Nullvektorraum als kleinstmöglichen Untervektorraum. Bezüglich der direkten Summe und des direkten Produkts von Vektorräumen wirkt der Nullvektorraum als neutrales Element. In der Kategorie der Vektorräume über einem gegebenen Körper ist der Nullvektorraum das Nullobjekt.

## Definition
Der Nullvektorraum {\displaystyle (\{0\},+,\cdot )} ist ein Vektorraum über einem beliebigen Körper {\displaystyle K} bestehend aus der einelementigen Menge {\displaystyle \{0\}} versehen mit der einzig möglichen Vektoraddition gegeben durch
{\displaystyle 0+0=0}
und der einzig möglichen Skalarmultiplikation gegeben durch
{\displaystyle \alpha \cdot 0=0}
für alle Skalare {\displaystyle \alpha \in K}. Der Vektor {\displaystyle 0} ist somit das neutrale Element bezüglich der Vektoraddition und wird Nullvektor genannt.

## Eigenschaften

### Vektorraumaxiome
Der Nullvektorraum erfüllt die Axiome eines Vektorraums:
- {\displaystyle (\{0\},+)} ist eine abelsche Gruppe, nämlich die triviale Gruppe
- es gelten die Assoziativ- und Distributivgesetze der Skalarmultiplikation, das heißt für alle {\displaystyle \alpha ,\beta \in K}:
  - {\displaystyle \alpha \cdot (\beta \cdot 0)=\alpha \cdot 0=0=(\alpha \cdot \beta )\cdot 0}
  - {\displaystyle \alpha \cdot (0+0)=\alpha \cdot 0=0=0+0=\alpha \cdot 0+\alpha \cdot 0}
  - {\displaystyle (\alpha +\beta )\cdot 0=0=0+0=\alpha \cdot 0+\beta \cdot 0}
- das Einselement {\displaystyle 1\in K} ist neutral:
  - {\displaystyle 1\cdot 0=0}

### Basis und Dimension
Die einzige Basis des Nullvektorraums ist die leere Menge, denn für die lineare Hülle der leeren Menge gilt
{\displaystyle \langle \emptyset \rangle =\{0\}}.
Die Dimension des Nullvektorraums ist somit
{\displaystyle \dim(\{0\})=|\emptyset |=0}.
Umgekehrt ist jeder nulldimensionale Vektorraum über einem gegebenen Körper isomorph zum Nullvektorraum.

### Darstellung als Untervektorraum
Ist {\displaystyle V} ein beliebiger Vektorraum über einem Körper {\displaystyle K}, dann gibt es in ihm ein eindeutig bestimmtes neutrales Element bezüglich der Vektoraddition, den Nullvektor {\displaystyle 0_{V}}. Die Menge {\displaystyle U=\{0_{V}\}} bildet dann einen Untervektorraum von {\displaystyle V}, denn sie ist nichtleer und abgeschlossen bezüglich der Vektoraddition sowie der Skalarmultiplikation, das heißt:
- {\displaystyle U\neq \emptyset }
- {\displaystyle 0_{V}+0_{V}=0_{V}\in U}
- {\displaystyle \alpha \cdot 0_{V}=0_{V}\in U} für alle {\displaystyle \alpha \in K}

Der Raum {\displaystyle \{0_{V}\}} ist damit, wie jeder einelementige Vektorraum, isomorph zum Nullvektorraum und wird der Nullvektorraum des Vektorraums {\displaystyle V} genannt. Da ein Untervektorraum mindestens ein Element enthalten muss, ist der Nullvektorraum der kleinstmögliche Untervektorraum eines Vektorraums. Für den Schnitt zweier komplementärer Untervektorräume {\displaystyle U_{1}} und {\displaystyle U_{2}} eines Vektorraums {\displaystyle V} gilt stets
{\displaystyle U_{1}\cap U_{2}=\{0_{V}\}}.

### Summen und Produkte
Bezüglich der direkten Summe und des direkten Produkts von Vektorräumen wirkt der Nullvektorraum als neutrales Element, das heißt für jeden Vektorraum {\displaystyle V} gilt
{\displaystyle \{0\}\oplus V\cong V\cong V\oplus \{0\}}   bzw.   {\displaystyle \{0\}\pi V\cong V\cong V\pi \{0\}}.
Für das Tensorprodukt dagegen wirkt er als absorbierendes Element, das heißt
{\displaystyle \{0\}\otimes V\cong \{0\}\cong V\otimes \{0\}}.

### Kategorientheorie
In der Kategorie aller Vektorräume über einem gegebenen Körper mit den linearen Abbildungen als Morphismen ist der Nullvektorraum das Nullobjekt: Von jedem Vektorraum aus existiert genau eine lineare Abbildung in den Nullvektorraum und vom Nullvektorraum existiert in jeden Vektorraum genau eine lineare Abbildung, nämlich jeweils die Nullfunktion, die gerade der jeweilige Nullmorphismus ist.